# Мунія темноголова
Му́нія темноголова (Lonchura quinticolor) — вид горобцеподібних птахів родини астрильдових (Estrildidae). Мешкає в Індонезії і на Східному Тиморі.

## Опис
Довжина птаха становить 11,5-12,5 см. Виду не притаманний статевий диморфізм. Голова світло-каштанова, потилиця сірувата, пера на голові з боків мають помітні світлі стрижні. Горло темне, груди і живіт білі, гузка і стегна чорні. Верхня частина тіла вохристо-коричнева, надхвістя, верхні покривні пера хвоста і краї стернових пер жовтувато-охристі. Очі темно-карі, дзьоб блідо-сірий, лапи сірі.

## Поширення і екологія
Темноголові мунії мешкають на Малих Зондських островах, зокрема на Тиморі, а також на островах Танімбар. Вони живуть у чагарникових заростях, на луках, на узліссях тропічних лісів, на трав'янистих галявинах і рисових полях, поблизу людських поселень. Зустрічаються на висоті до 1200 м над рівнем моря. Живляться насінням трав, іноді також ягодами, плодами, пагонами і дрібними летючими комахами. Гніздування припадає на завершення сезону дощів. Гніздо кулеподібне, робиться з рослинних волокон, розміщується в густій рослинності. В кладці від 5-6 яєць. Інкубаційний період триває 14-16 днів. Будують гніздо, насиджують яйця і доглядають за пташенятами і самиці, і самці. Пташенята покидають гніздо через 2-3 тижні після вилуплення, однак батьки продовжують піклуватися про них ще деякий час.